# Sauris mesilauensis
Sauris mesilauensis là một loài bướm đêm trong họ Geometridae.